# Giggiga

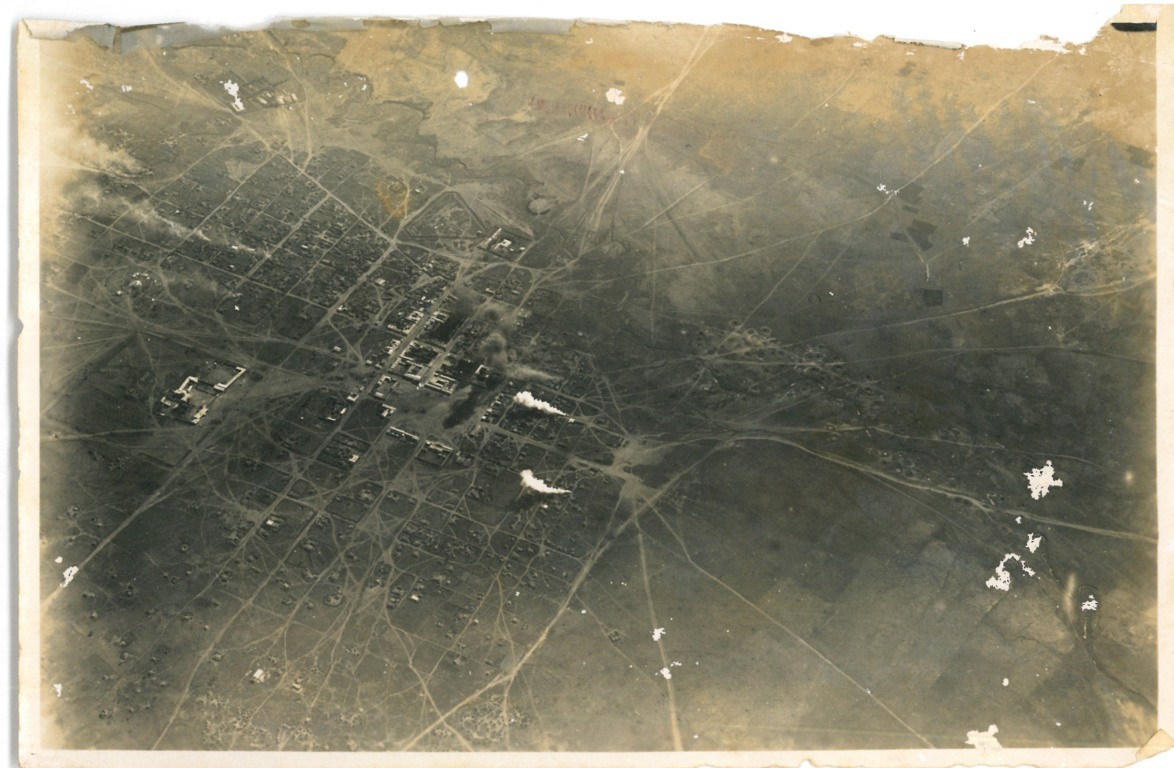
24 marzo 1936. Bombardamento di Giggiga (Etiopia)

Giggiga (AFI: /ˈʤiʤʤiɡa/; in amarico: ጅጅጋ, traslitterato Gigiga oppure Jijiga; in lingua somala: Jigjiga) è una città nella parte est dell'Etiopia e la capitale del Somali (o kilil), la regione somala del paese. Situata nella zona Giggiga approssimativamente a 80 km est di Harar e 60 km ovest dal confine con il Somaliland (nord della Somalia).
La città si trova sulla strada principale tra Harar e Hargheisa, la capitale del Somaliland, ed è conosciuta per la produzione di incenso. A Jijiga è presente un aeroporto codice HAJJ, IATA JIJ.

## Storia
Nel 1842 Giggiga venne menzionata da W.C. Barker quale mahalla (luogo di sosta) lungo la via carovaniera tra il Zeila e Harar. Il colonnello Swayne, un cacciatore britannico, attraversò l'insediamento nel febbraio 1893, descrivendolo come un forte con una guarnigione di 25 uomini accanto a un gruppo di pozzi.
Secondo alcuni storici, gli uomini di Sayyid Mohammed Abdullah Hassan invasero Giggiga nel marzo 1900: pur subendo perdite pesanti e nonostante la vittoria delle autorità etiopi, gli uomini di Sayyid Mohammed riuscirono a portar via il bestiame che gli Etiopi avevano precedentemente sottratto ai somali, dimostrandosi una forza da non sottovalutare. Tuttavia, secondo altri, la città venne fondata solo nel 1916 da Fitawrari Tekle Hawariat Tekle Mariyam, che progettò la città secondo una griglia quadrata di strade metodicamente organizzate.
Durante la seconda guerra italo-etiopica, Giggiga venne usata come quartier generale di Nasibù Zemanuel e centro di approvvigionamento per l'esercito etiope. Una brigata italiana guidata dal colonnello Navarra occupò la città la sera del 5 maggio 1936. Due giorni dopo, durante il controllo in città di una chiesa ortodossa etiope in rovina, il maresciallo Rodolfo Graziani cadde in una buca nascosta, di cui si convinse che fosse una trappola; secondo alcuni storici, questo contrattempo contribuì alla aggravare le atrocità che seguirono all'attentato alla vita di Graziani del 19 febbraio 1937.
Durante la guerra d'Etiopia il generale Rodolfo Graziani, contrastato dal governatore somalo Nasibù Zemanuel, lanciò su Giggiga un pesante bombardamento a tappeto.
Il 17 marzo 1941, durante la campagna dell'Africa orientale della Seconda guerra mondiale, Giggiga fu occupata dalla 23ª brigata nigeriana della 1ª Divisione Africana Britannica, dopo che il presidio italiano aveva già abbandonato la città. Tuttavia, dopo la conquista della città, gli inglesi non la restituirono subito agli etiopi. In un primo momento, venne inclusa come parte del settore riservato definito nell'accordo anglo-etiopico del 31 gennaio 1942, che comprendeva anche gran parte della Haud. Solo dopo la pressione dell'imperatore Hailè Selassiè, nel 1948 i due paesi iniziarono a discutere un accordo per l'evacuazione degli inglesi da questo territorio. Anche se gli ufficiali etiopici iniziarono a prendere in consegna l'amministrazione dagli ufficiali britannici tra maggio e luglio, il protocollo d'intesa per il trasferimento fu firmato solo il 24 luglio dello stesso anno. Una breve dimostrazione nazionalista somala si verificò però quando alcuni membri della Lega della Gioventù Somala (SYL) issarono la loro bandiera nella loro sede, contrariamente agli accordi legge e sena l'autorizzazione dei nuovi amministratori etiopi. Il maggiore Demeka, governatore designato per la provincia dell'Ogaden, chiese allora all'amministrazione militare britannica, che era ancora in carica, di rimuovere la bandiera. Quando i leader somali si rifiutatarono di ammainare la propria bandiera, la polizia la tirò giù con un colpo di mitragliatrice montata su un carro armato. Nei disordini che seguirono, un poliziotto venne ucciso e un altro ferito, mentre la polizia aprì il fuoco sulla folla, uccidendo 25 somali. Poco dopo il SYL venne bandito in Etiopia.
Germamè Neway, uno dei capi del colpo di Stato avvenuto con successo nel 1960, fu governatore di Giggiga nel 1959: era stato trasferito lì grazie alla responsabilità civica dimostrata mentre si preoccupava dei diseredati e somministrava aiuti in una zona della provincia di Sidamo. L'ostruzionismo che incontrò, non solo a Sidamo, ma anche a Giggiga, lo convinse della necessità di misure radicali: nella fase iniziale della rivoluzione etiope alcune unità dalla terza divisione misero il governatore locale agli arresti domiciliari il 13 aprile 1974. Durante la guerra dell'Ogaden, venne combattuta la battaglia di Giggiga, conclusa con l'occupazione della città da parte della divisione Ahmad ibn al-Ghazi Ibrihim del Fronte Occidentale Somalo di Liberazione, guidata dal colonnello Yusuf Dheere, e poi dall'esercito nazionale somalo dal settembre 1977 al febbraio-marzo 1978.
Il governo regionale organizzò qui una conferenza dal 10 al 13 marzo 1996 per promuovere la pace e lo sviluppo dell'area, a cui parteciparono 535 woredas locali, oltre al vice primo ministro e ministro della Difesa dell'Etiopia Tamirat Layne, il ministro degli Esteri Seyoum Mesfin, i presidenti degli stati federali del Tigrè e di Harari e i rappresentanti di Amhara e della Regione delle Nazioni, Nazionalità e Popoli del Sud.
Il 28 maggio 2007, durante la celebrazione del 20° Ginbot (anniversario della caduta del Derg), a Giggiga e Degabur si verificarono una serie di attacchi contro i civili e i funzionari governativi: vi furono almeno 16 morti e 67 feriti, tra cui Abdulahi Hassan Mohammed, presidente della regione somala, che stava parlando alla cerimonia. Il governo etiope ha accusato dell'attacco al Fronte di liberazione nazionale dell'Ogaden.
Il 29 maggio 2008, a seguito di un forte acquazzone, il fiume Giggiga ruppe gli argini, allagando diversi quartieri della città e i dintorni. L'inondazione uccise 29 persone e sfollò 350 famiglie. Il 27 settembre dello stesso anno, una bomba esplose all'esterno di un albergo, uccidendo quattro persone e ferendone 20. La polizia locale fermò un individuo sospettato di essere membro dell'organizzazione Al-Itihaad al-Islamiya.

## Territorio
Nelle sue memorie della sua madrepatria, Nega Mezlekia descriveva Giggiga come posto:
(Nega Mezlekia)

## Società

### Evoluzione demografica
Basato su cifre dell'Agenzia Centrale di Statistica nel 2005, Giggiga ha una popolazione totale stimata in 98.076 abitanti dei quali 50.355 uomini e 47.721 donne. Secondo il censimento nazionale del 1994 questa città aveva una popolazione di 56.821 abitanti. Questa città è il più grande insediamento nel woreda di Giggiga.